# Yōhei Kōno
Yōhei Kōno (jap. 河野洋平 Kōno Yōhei; ur. 15 stycznia 1937 w Hiratsuka) – japoński polityk, speaker Izby Reprezentantów w latach 2003–2009. Wcześniej m.in. dwukrotnie minister spraw zagranicznych (1994–96 i 1999–2001) i lider Partii Liberalno-Demokratycznej. Był najdłużej urzędującym speakerem Izby Reprezentantów od 1890